# الله والكون وكل شيء آخر
الله والكون وكل شيء آخر (بالإنجليزية: God, the Universe and Everything)‏ هو فيلم وثائقي يعود لعام 1988 من تقديم ستيفن هوكينج وآرثر سي كلارك وكارل ساغان. يتحدث الوثائقي حول الانفجار العظيم ووجود الله واحتمالية وجود حياة خارج الأرض. كما يتعمق الفيلم في مواضيع مثل التوسع الكوني والثقوب السوداء وأصل الإبداع.

## وصلات خارجية
- الله والكون وكل شيء آخر على موقع IMDb (الإنجليزية)
- الله والكون وكل شيء آخر على موقع فيلمافينيتي (الإسبانية)
- الله والكون وكل شيء آخر على موقع قاعدة بيانات الفيلم (الإنجليزية)
- الله والكون وكل شيء آخر على موقع ليتربوكسد (الإنجليزية)